# 束缚床

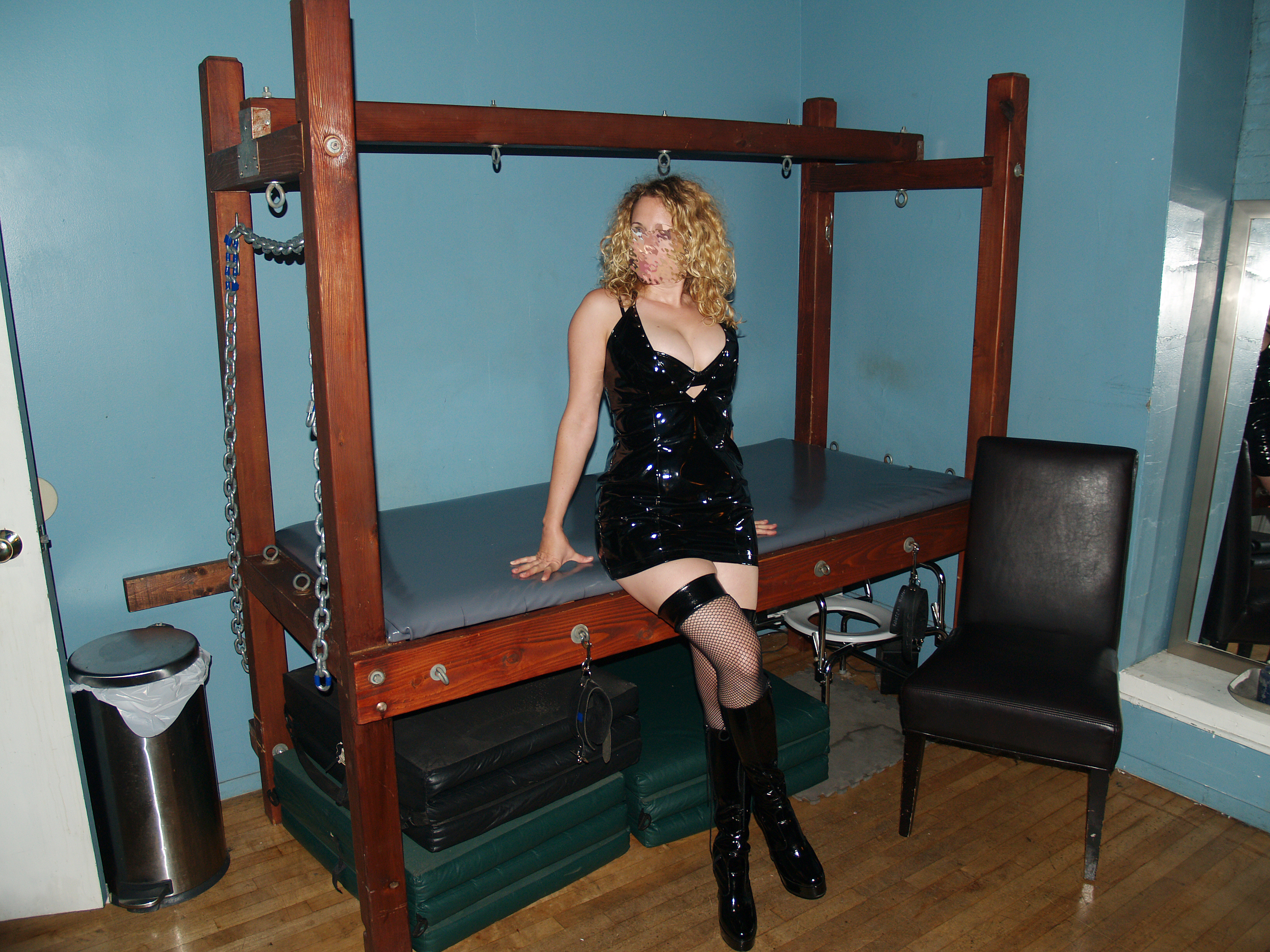
用于BDSM活动牢笼中的束缚床

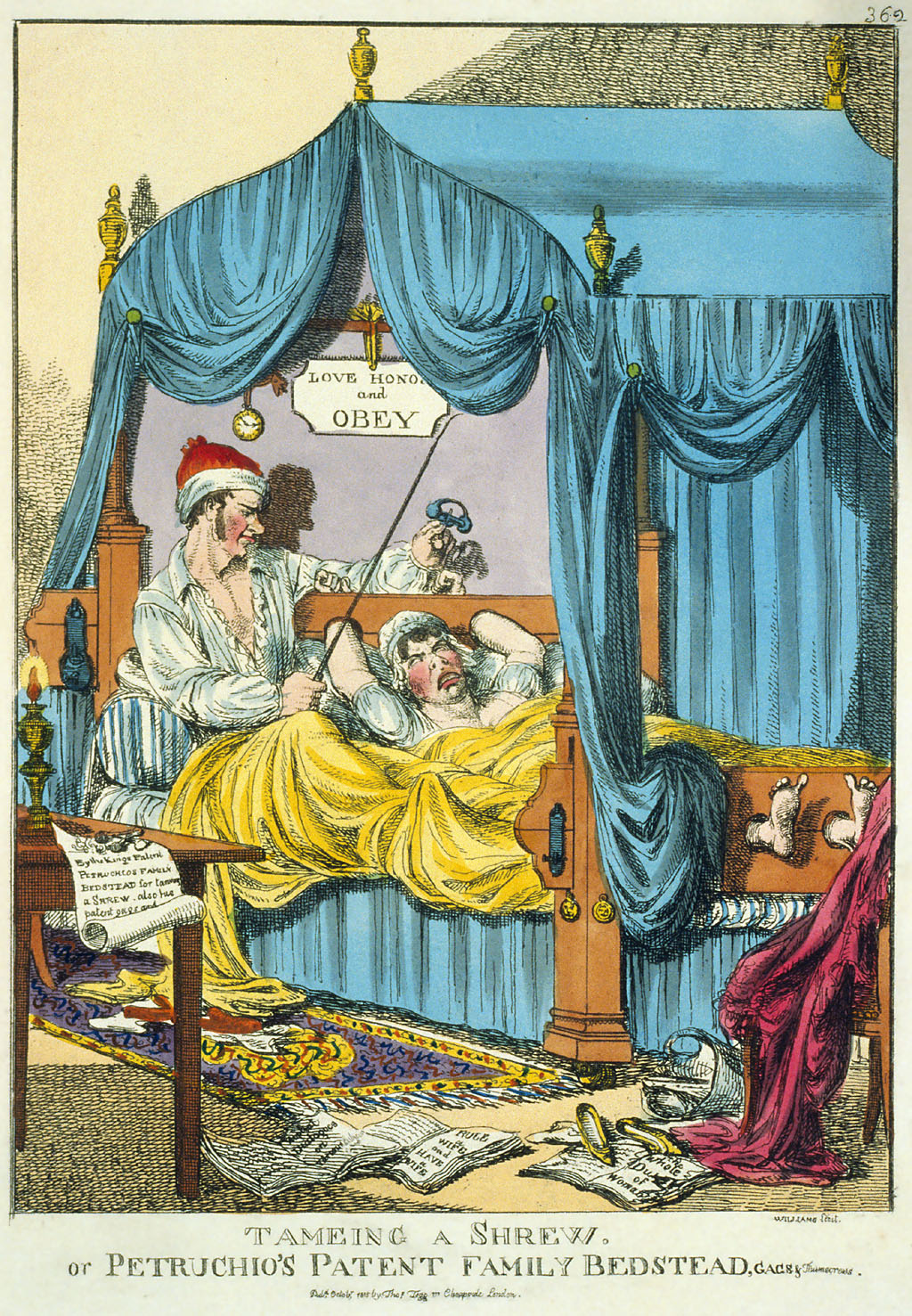
出现在1815年的书籍，可能为想像

束缚床，是一个设计进行BDSM的床。束缚床通常有两种类型：一种是主要用来睡觉的床，但床上具有用于束缚的特制附件；第二种是纯粹用于束缚，这种将用于BDSM活动的牢笼中。